# Difenilcarbazide
La difenilcarbazide (o 1,5-difenilcarbazide) è un derivato bisostituito dell'urea, e a temperatura ambiente si presenta come un solido biancastro inodore, scarsamente solubile in acqua ma solubile in solventi organici.
Questa sostanza viene utilizzata nell'analisi spettrofotometrica del cromo(VI), il quale la ossida dando un prodotto rosso-violetto, il difenilcarbazone, la cui assorbanza può essere percepita ad una lunghezza d'onda pari a 540 nm. Questa analisi colorimetrica può anche essere applicata al Cr(III) previa ossidazione quantitativa a Cr(VI). Sono metodi analitici molto meno costosi ma con minor sensibilità e precisione di tecniche strumentali quali l'HPLC-ICP-MS che consentono l'analisi in tracce di campioni acquosi o solidi contenenti Cr.